# Сироиси (станция, JR Hokkaido)
Станция Сироиси (яп. 白石駅 сироиси эки) — железнодорожная станция в японском городе Саппоро, обслуживаемая компанией JR Hokkaido. На этой станции можно использовать Kitaca (смарт-карта).

## История
Станция Сироиси была открыта 21 апреля 1903 года. С приватизацией JNR она перешла под контроль JR Hokkaido.

## Линии
- JR Hokkaido
  - Главная линия Хакодате
  - Линия Титосэ

## Планировка
Платформы 
| 2 | ■Линия Хакодате | на станции Саппоро, Тэинэ и Отару            |
| 3 | ■Линия Титосэ   | на станции Саппоро, Тэинэ и Отару            |
| 5 | ■Линия Титосэ   | на станции Новый аэропорт Титосэ и Томакомай |
| 6 | ■Линия Хакодате | на станции Эбецу и Ивамидзава                |